# Lorenz Stöer
Lorenz Stöer (suivant les versions, Stör, Stoer, Sterr ou Storr), né probablement en 1537 et mort vers 1621, est un graveur bavarois.

## Geometria et perspectiva
Comme de nombreux graveurs allemands du XVIe siècle, Stöer est influencé par l'œuvre d'Albrecht Dürer.
Le 8 avril 1555, Ferdinand Ier accorde à Stöer le privilège d'interdire l'impression de toute page d'un ouvrage prévu sous le titre Perspectiva a Laurentia Stoëro in lucem prodita. Toutefois, ce livre prévu pour 1555 ne paraît jamais sous cette forme.
Lorenz Stöer est connu presque exclusivement pour l'ouvrage qu'il publie en 1567 à Augsbourg, Geometria et perspectiva. L'influence de Dürer y est perceptible, mais aussi, plus proche chronologiquement et thématiquement, celles d'Augustin Hirschvogel et de Walther Hermann Ryff. L'ouvrage se compose de douze estampes gravées sur bois, représentant toutes des paysages dans lesquels s'insèrent des polyèdres variés et mis en perspective. Par cette construction inhabituelle, Stöer se démarque des habituels Traités de perspective alors à la mode. L'ouvrage présente en outre la caractéristique rare de ne pas comporter le moindre texte, ni même le moindre caractère typographique.
- Quelques planches de Geometria et perspectiva

Quelques planches de la
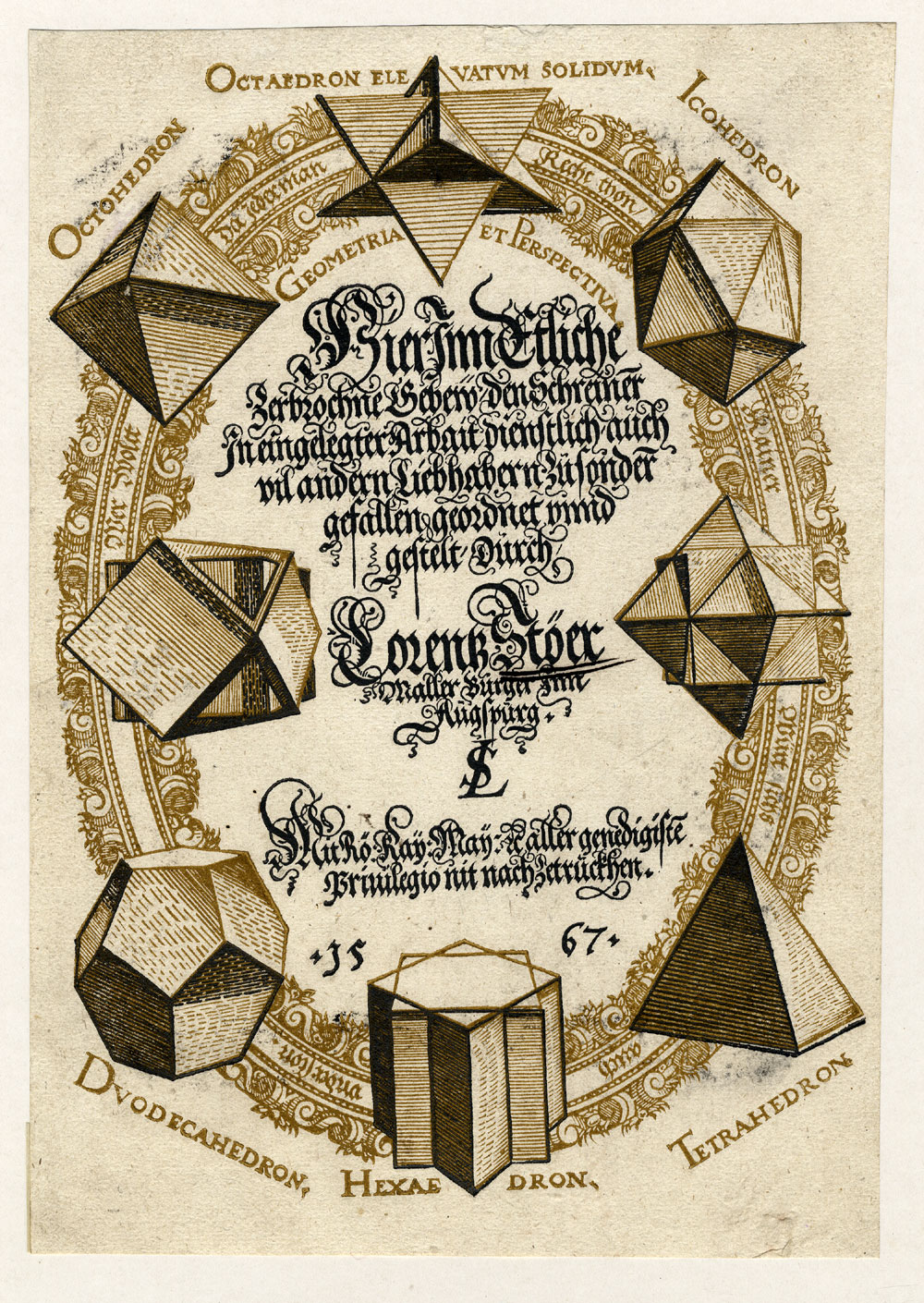
La couverture de l'ouvrage.
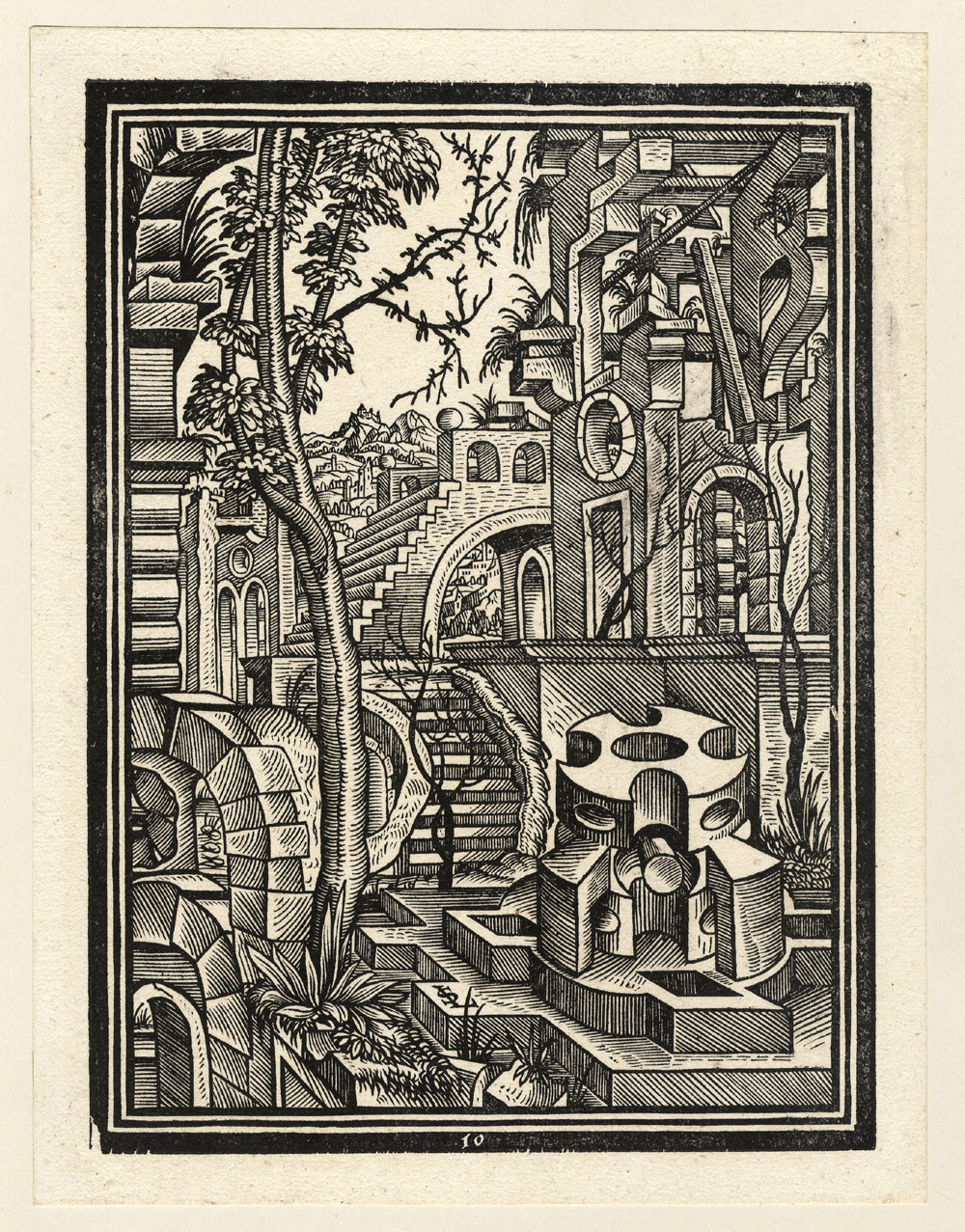
Une des pages du livre.

En-dehors de Geometria et perspectiva, Stöer n'a publié que trois recueils de dessins assez répétitifs de polyèdres, ainsi que quelques gravures.